# César Cardini

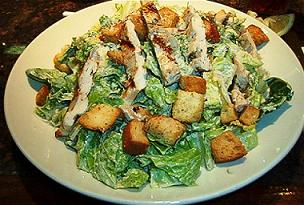
Ensalada César con pollo a la plancha.

Caesar Cardini (nacido con el nombre de Cesare) (1896-1956) fue un chef italiano e inventor de la popular receta de la ensalada César.
Fue propietario de un hotel-restaurante en Italia y más tarde fundó su propio restaurante, del cual era chef, en Tijuana, México. 
En Tijuana sigue activo el restaurante "Caesars" ubicado en la Avenida Revolución, dónde hasta la fecha se sigue preparando frente a los comensales la famosa ensalada César. En dicho establecimiento cuentan con una gran colección de fotos de los años 1920 y 1930 además de obsequiar a los comensales folletos con la historia de la ensalada César y de los hermanos Caesar Cardini y Alessandro Cardini.
El día 4 de julio de 1924 entró a un concurso de cocina en el que resultó ganador con la receta de la ensalada César, que hoy es mundialmente famosa. 
Otro nombre que se menciona al hablar de la ensalada César es el de Alex (Alessandro) Cardini, hermano de César, que se asentó en México y colaboró en el restaurante de César en Tijuana, de modo que algunos lo consideran coautor de la famosa receta. Luego, Alex fue el chef del famoso Hotel Peñafiel de Tehuacán, Puebla, México, y más tarde fundó su célebre restaurante Cardini en la Ciudad de México. La receta original (o sus variantes) puede aún saborearse en el Restaurante New Orleans, de la Ciudad de México, donde el chef Alex Cardini III continúa poniendo en práctica la sabiduría familiar en la preparación de la deliciosa ensalada.